# Le Manipulateur (roman)
Pour les articles homonymes, voir Le Manipulateur.
Le Manipulateur (titre original : The Racketeer) est un roman policier de John Grisham, paru en 2012.
Le roman évoque le meurtre d'un juge fédéral et de sa maîtresse. Le FBI n'a aucune piste. Malcolm Bannister, condamné à tort dans le cadre d'une affaire financière, annonce aux policiers qu'il connaît l'identité du meurtrier et qu'il ne la révèlera que s'il est libéré, s'il reçoit la récompense prévue pour l’arrestation du meurtrier et s'il bénéficie du programme de protection des témoins. Le FBI accepte. Mais peu après sa sortie, Bannister se livre à diverses activités mystérieuses qui donnent à penser qu'il a un objectif secret en tête.

## Personnages
- « Le manipulateur »
  - Malcolm Bannister : Noir, avocat, condamné pour délit fédéral.

- Les victimes
  - Raymont Fawcett : juge fédéral, assassiné à son domicile.
  - Naomi Clary : secrétaire et maîtresse de Raymont Fawcett, assassinée en même temps que le juge.

- Agents du FBI
  - Victor Westlake : agent du FBI.
  - Stanley Mumphrey : agent du FBI.

- Autres personnages importants
  - Vanessa Young : petite amie de Malcolm Bannister.
  - Quinn Rucker : Noir, 38 ans, vendeur de drogue et toxicomane.
  - Denton Rucker, dit « Dee Ray » : Noir, frère de Quinn Rucker
  - « Tall Man » : Noir, autre frère de Quinn Rucker.
  - Nathaniel (« Nathan », « Nate » ou « Nattie ») Cooley : jeune toxicomane, actuellement tenancier d'un bar.

- Personnages secondaires ayant un rôle dans le récit
  - Dusty Shiver : avocat de Quinn Rucker.
  - Rashford Watley : avocat en Jamaïque.
  - Hassan : diamantaire.
  - Gene Coolley (cité uniquement) : frère de Nathaniel / Nathan Cooley, tué par la DEA lors d'une intervention anti-drogue.

## Résumé
Le roman est composé de 44 chapitres.
- Mise en place de l'intrigue (chapitres 1 à 13)

Seul avocat noir de cette petite ville de Virginie, Malcolm Bannister a fait l'objet d'une enquête pénale en 2006 au sujet d'une affaire de blanchiment d'argent en lien avec une transaction immobilière irrégulière. Trompé par un intermédiaire véreux, il a été soupçonné de malversation. Traduit devant le tribunal, et bien que plaidant « non coupable », il a été condamné à une peine de dix ans d'emprisonnement pour complicité et a été radié du barreau. Sa femme a demandé et obtenu le divorce, il n'a plus vu son fils à compter de son incarcération.
Cinq ans plus tard, en 2011, alors incarcéré dans un centre de détention et occupant la fonction de bibliothécaire de la prison, il lui reste deux à trois ans à purger, compte tenu des réductions de peine. C'est alors que le juge fédéral Raymont Fawcett est assassiné à son domicile, concomitamment à sa secrétaire qui était aussi sa maîtresse. Chargé de l'enquête, le FBI n'a aucune piste. Quelques semaines après le meurtre du juge, Malcolm Bannister contacte le FBI : il affirme connaître le nom du coupable, son modus operandi et les raisons du meurtre. Il accepte de révéler ce qu'il sait, à condition d'être libéré de prison, de bénéficier du programme de protection des témoins, et de bénéficier de la récompense de 150 000 dollars offerte à toute personne ayant permis l'arrestation du meurtrier.
- Activités de Malcolm après l'accord avec le FBI (chapitres 14 à 39)

Le FBI accepte la proposition, et Bannister leur donne le nom du meurtrier. Il s'agit de Quinn Rucker, un Noir, dealer, condamné à de la prison, qu'il a côtoyé dans une précédente prison. Quinn s'était vanté d'avoir tué le juge par vengeance et afin de lui voler sa fortune, obtenue par un accord frauduleux entre le juge et une compagnie minière dont le procès en cours brassait d'importants intérêts. Plus précisément, Quinn s'était vu promettre par le juge qu'en échange de son aide pour cacher le produit de la corruption, le juge lui remettrait « 500 000 » dollars. Or le juge, loin de tenir sa promesse, avait fait en sorte que Quinn soit condamné à une lourde peine d'emprisonnement.
Grâce aux informations de Bannister, le FBI interpelle Quinn et, à la suite d'avis extorqués par une manipulation indigne, rédige un acte d'accusation à l'encontre de Quinn, alors même qu'il n'y a aucun témoin ni aucun indice matériel. Tout repose sur les aveux discutables de Quinn.
Relâché, Bannister bénéficie du programme de protection des témoins du FBI. Il subit une intervention chirurgicale d'ordre esthétique afin de modifier son visage. Il perçoit la récompense de 150 000 dollars pour la capture du meurtrier du juge. Une nouvelle identité lui est attribuée. Avec son accord, il sera désormais « Max Reed Baldwin ». Avec la protection de deux agents du FBI, Bannister/Baldwin se cache désormais en Floride. Toutefois, quelques semaines après, les agents du FBI apprennent à l'occasion d'une écoute entre Quinn et l'un de ses frères que le gang a localisé Bannister et va le tuer. Bannister est avisé de cette information. Prenant peur, il renonce au bénéfice du programme de protection des témoins et déclare qu'il va se cacher sans l’aide du FBI. Il parvient à semer ses « baby sitters » du FBI, supprime la puce de géolocalisation placée sur son véhicule, paie tous ses achats et nuitées d'hôtel en numéraire : le FBI perd sa trace.
Bannister crée une couverture professionnelle fictive, celle d'un producteur de films documentaires. Il entre en contact avec un jeune homme rencontré quelques années auparavant en prison, Nathan Cooley, lequel ne le reconnaît pas. Bannister le convainc de participer au tournage d'un documentaire exposant les abus et actes de corruption commis par la DEA lors de l'interpellation de suspects : Gene Cooley, le grand frère de Nathan, avait effectivement été tué par un agent de la DEA lors de son interpellation. Convaincu de participer à une opération de justice réparatrice à l'égard de son frère, et au regard de la somme promise pour participer au tournage (8 000 dollars), Nathan accepte. Très rapidement, Bannister, qui a recruté une petite équipe, notamment composée de sa petite amie Vanessa Young, commence le tournage. Tout se passe bien. Puis Bannister loue un avion et propose à Nathan de se rendre à Miami pour un week-end à la fois professionnel (rencontrer les autres producteurs et associés) et de plaisir (prostitution). Durant le trajet en avion, il drogue Nathan et fait dérouter l'avion vers la Jamaîque. Là, il invoque un malaise de don ami et demande une prise en charge médicale. Bannister a fait établir un faux passeport au nom de « Nathan Coley », a placé quatre kilogrammes de cocaïne et une arme à feu dans les bagages de Nathan. Semi-comateux, ce dernier est placé en détention provisoire pour importation de stupéfiants et de port d'arme prohibé. Bannister contacte un avocat local pour « venir en aide à Nathan ». Puis, le lendemain, il affirme à Nathan qu'on ne pourra le sortir de ce pétrin que si une somme de 500 000 dollars est versée à divers fonctionnaires corrompus. Bannister dit être triste : ni lui ni Nathan ne disposent de cette somme.
Agressé physiquement durant la garde à vue, Cooley craint pour sa vie et apprend qu'il risque une peine de 15 à 20 ans d'emprisonnement. Aux abois, Cooley annonce à Bannister qu'il dispose d'un trésor caché à son domicile. Moyennant une très forte prime, Bannister accepterait-il de récupérer ce trésort et de payer la somme de 500 000 dollars ? Généreusement, Bannister accepte. Il téléphone à Vanessa qui se trouve déjà au domicile de Nathan et, lui indiquant où se trouve le magot, lui donne des instructions. La jeune femme découvre le trésor, constitué de 570 lingots d'or, et transporte le tout dans un motel.
Dès que Vanessa s'est emparée du butin, Bannister quitte la Jamaïque et vient la retrouver. Le couple commence par transférer le magot dans divers coffre-forts de banques, loués pour l'occasion.
Se faisant passer pour la sœur de Quinn, Vanessa se rend chez l’avocat de Quinn et lui remet des documents donnant un alibi irréfutable à son client, prouvant que Quinn ne pouvait pas avoir assassiné le juge Fawcett.
- Dénouement et révélations finales (chapitres 40 à 44)

Pour sa part, Bannister contact le FBI pour l'informer qu'il a commis « une petite erreur » en accusant Quinn. En fait ce dernier est innocent, mais Bannister offre aux policiers de leur révéler l'identité du vrai meurtrier et une preuve pour l'interpeller. Le meurtrier est Nathan Cooley, et la preuve consiste en des empreintes digitales de Nathan sur des colis ayant contenu les lingots d'or.
En échange d'une nouvelle immunité pour Quinn et lui-même, Bannister remet les pièces probatoires au FBI. Il explique aux policiers qu'il avait appris les actes de Nathan Cooley quand il avait été emprisonné avec lui, et que le magot du juge résultait de sa corruption en lien avec un procès impliquant une compagnie minière. Bannister explique que Nathan, incarcéré en Jamaïque et craignant pour sa vie, acceptera évidemment de signer des aveux en échange d'un emprisonnement à perpétuité à purger aux États-Unis, et pas en Jamaïque.
Il apparaît en fin de compte que Bannister et Quinn étaient de mèche depuis le début et qu'ils sont les meilleurs amis du monde. Le but était d'impliquer Quinn sans preuves décisives afin de faire libérer Bannister, qui avec l'aide de Vanessa, a manipulé Nathan (vrai meurtrier et vrai voleur) de telle sorte que celui-ci révèle la cachette du magot volé au juge Fawcett. Une fois l'or récupéré, Bannister et Vanessa ont fait en sorte de faire libérer Quinn.
Puis, Bannister, Quinn, son frère Dee Ray et Vanessa transfèrent le magot à Antigua où Bannister a acheté une maison. Ils font appel aux services d'un diamantaire, Hassan, et utilisent un yach où l'or est caché dans du matériel de pêche sous-marine.

## Éditions françaises

### Édition originale
- John Grisham (trad. de l'anglais par Johan-Frédérik Hel-Guedj), Le Manipulateur [« The Racketeer »], Paris, éd. Robert Laffont, coll. « Best-sellers », 11 avril 2013, 384 p., 24 cm (ISBN 978-2-221-12985-2, BNF 43604350)

### Livre audio
- John Grisham (trad. de l'anglais par Johan-Frédérik Hel-Guedj), Le Manipulateur [« The Racketeer »], Paris, éd. Audiolib, 16 octobre 2013 (ISBN 978-2-35641-631-5, BNF 43688681)Texte intégral ; narrateur : Tony Joudrier ; support : 2 disques compacts audio MP3 ; durée : 12 h 45 min environ ; référence éditeur : Audiolib 25 1978 9.

### Édition originale au format de poche
- John Grisham (trad. de l'anglais par Johan-Frédérik Hel-Guedj), Le Manipulateur [« The Racketeer »], Paris, éd. Pocket, coll. « Pocket » (no 15768), 15 mai 2014, 476 p., 18 cm (ISBN 978-2-266-24445-9, BNF 43855081)